# 1997 Leverrier
1997 Leverrier thiên thạch vành đai chính. Nó được phát hiện bởi Chương trình tiểu hành tinh Indiana và đặt tên theo Urbain Le Verrier, nhà toán học người Pháp.